# شیلا یانگ
شیلا یانگ (انگلیسی: Sheila Young؛ زادهٔ ۱۴ اکتبر ۱۹۵۰) اسکیت‌باز سرعت و دوچرخه‌سوار اهل ایالات متحده آمریکا بود.
وی در مسابقات کشوری و بین‌المللی در مجموع برندهٔ ۷ مدال طلا، ۲ مدال نقره، ۴ مدال برنز شده‌است.